# Guernický strom
Guernický strom (španělsky Árbol de Guernica, anglicky The tree of Guernica) je památný dub, který roste před Casa de Juntas v centru města Guernica na křižovatce cest. Symbolizuje tradiční práva obyvatel kraje Bizkaia a jeho obyvatel Basků. Strom je zobrazen na znaku a vlajce města.

## Historie
V raných dobách se lidé z kraje Bizkaia shromažďovali u dubů po celém území. Během let se stalo zvykem setkávat se na jednom místě pod jedním stromem; tím místem se stala ves Gernika a její dub.
Do roku 1876 vysílala města a vesnice kraje Bizkaia do Guerniky dva zástupce, ze kterých se poté ustanovilo demokratické generální shromáždění. To se po staletí konalo na svahu pod dubem a rozhodovalo o věcech veřejných. Od znovuzískání autonomie roku 1979 se ve zdejších budovách schází baskický parlament.
Na stropě jedné z místností bývalé kaple Casa de Juntas je mozaika znázorňující mohutný dub obklopený diskutujícími občany.
Guernický strom a svobodu oslavuje píseň „Gernikako Arbola“ od baskického barda Jose Maria Iparragirre uvedená roku 1853 v Madridu, dub je také zmíněn v Baskické hymně.

## Jednotlivé stromy
Ve farnosti Lumo před založením Gerniky roku 1366 stála v dubovém háji kaple, na jejímž místě byl postaven kostel Santa María la Antigua, předchůdce pozdější sněmovny. Z háje zůstal jediný dub, jehož žaludy umožnily pokračování linie.
- pod pavilonem v zahradě je dochovaný mrtvý kmen jednoho z nejstarších dubů, ne však prvního
- výsadba stromu před rokem 1865
- výsadba roku 2005, o deset let později strom zanikl
- 2015 – výsadba nového stromu[1]

## Galerie

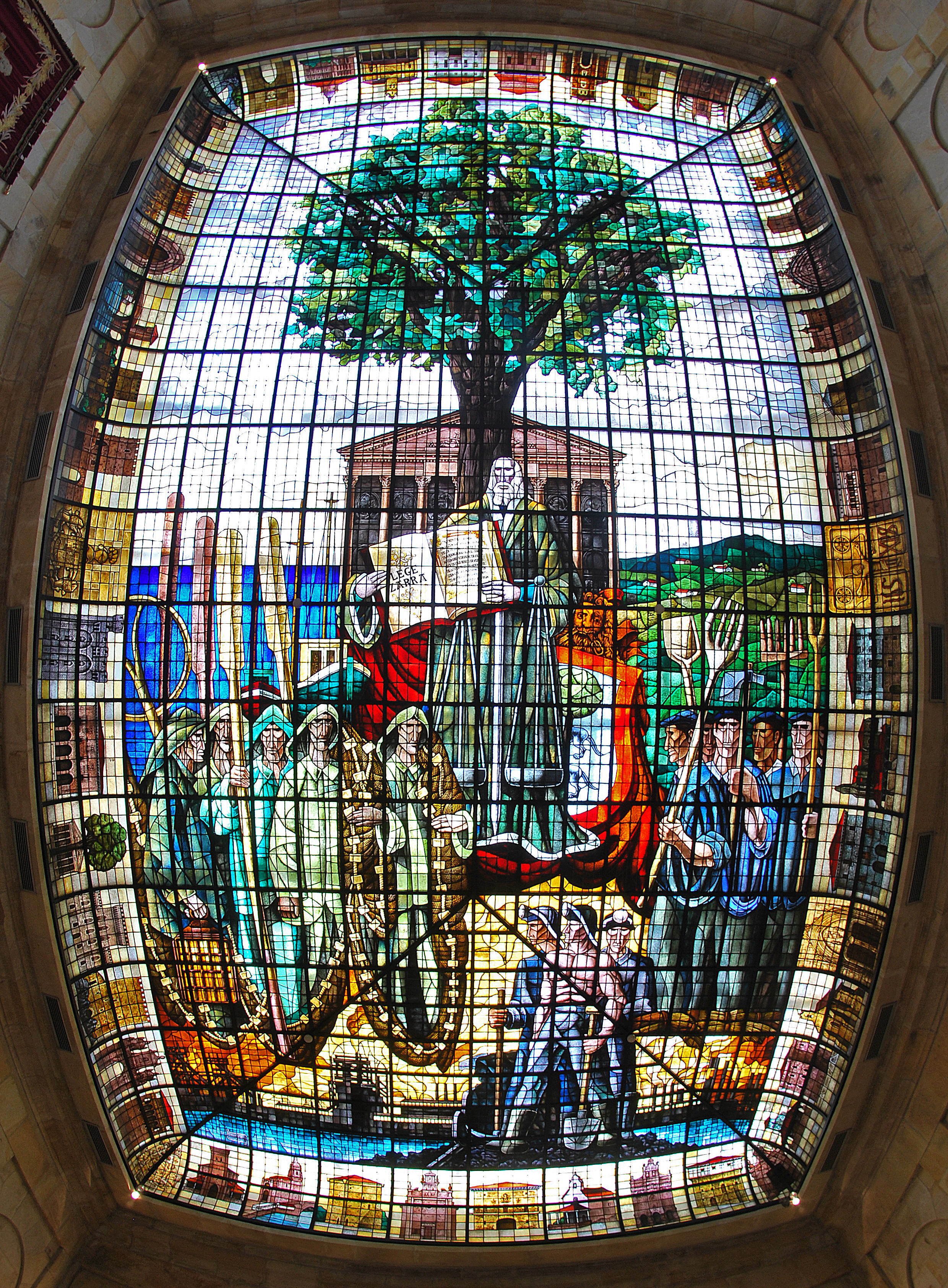
mozaika, Sala de la Vidriera
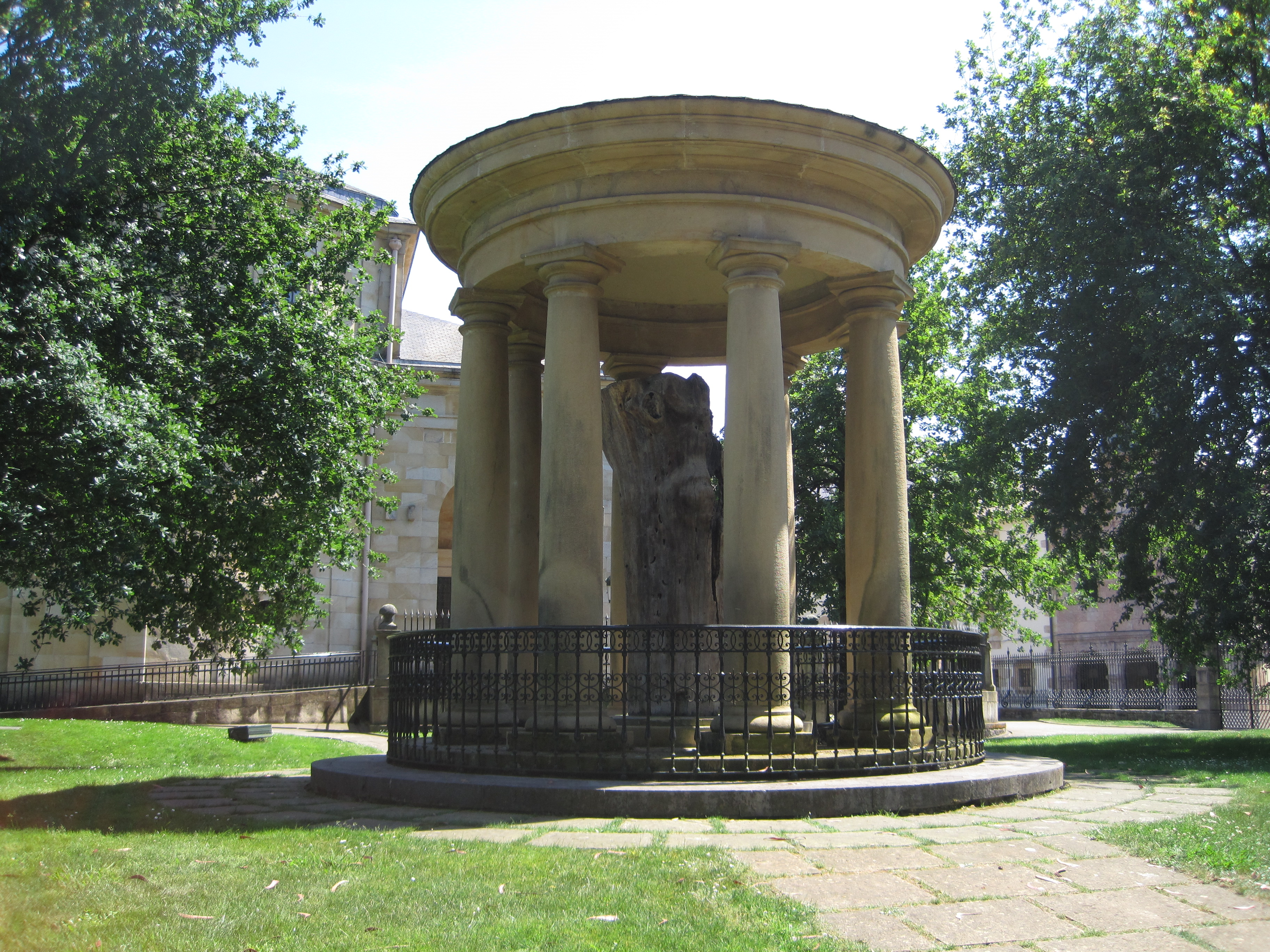
kmen původního starého dubu
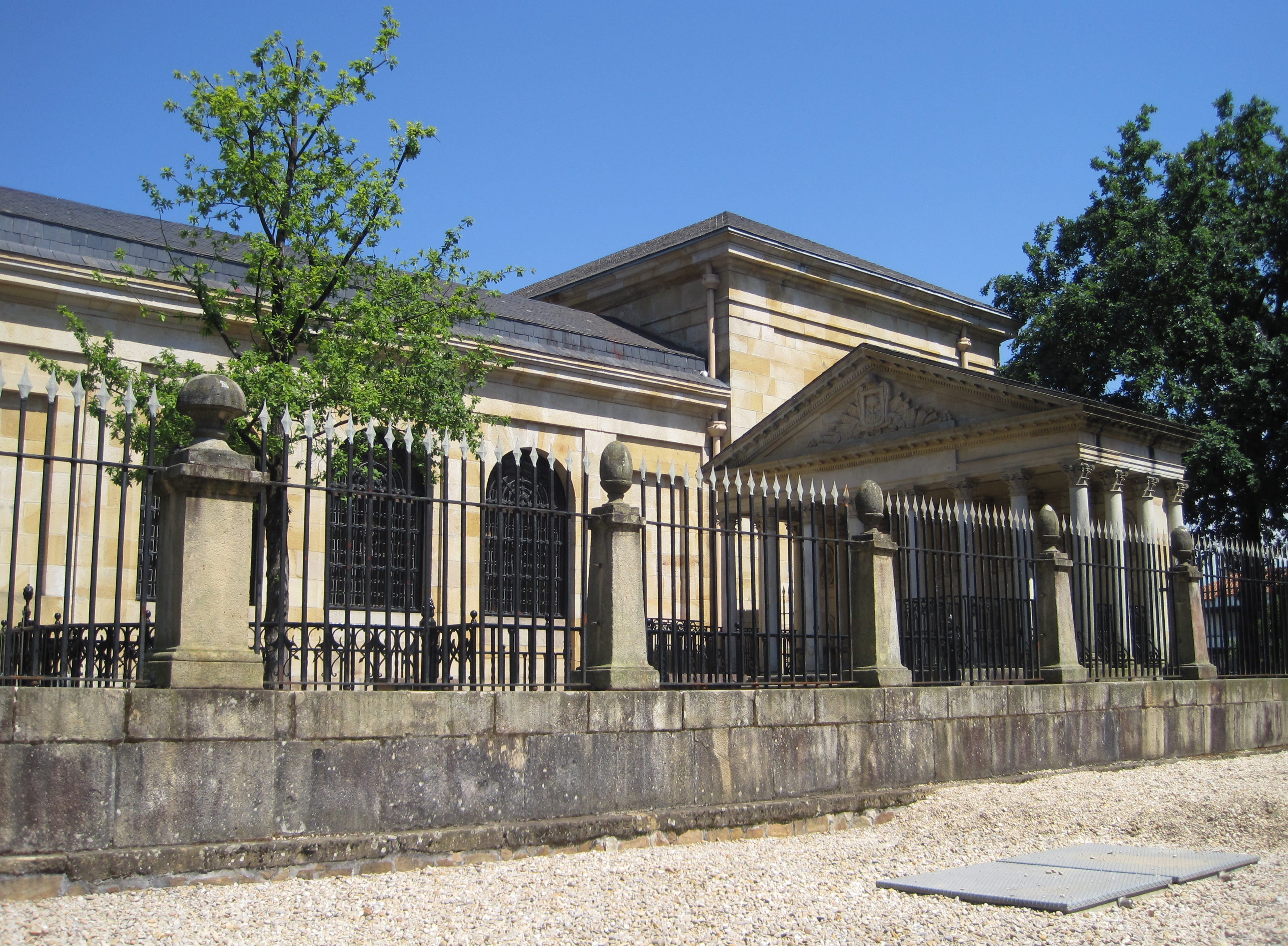
nový dub před Casa de Juntas
znak města Guerniky